# Cantone di Audun-le-Roman
Il Cantone di Audun-le-Roman era una divisione amministrativa dell'arrondissement di Briey.
È stato soppresso a seguito della riforma complessiva dei cantoni del 2014, che è entrata in vigore con le elezioni dipartimentali del 2015.
Comprendeva i comuni di:
- Anderny
- Audun-le-Roman
- Avillers
- Bettainvillers
- Beuvillers
- Crusnes
- Domprix
- Errouville
- Joppécourt
- Joudreville
- Landres
- Mairy-Mainville
- Malavillers
- Mercy-le-Bas
- Mercy-le-Haut
- Mont-Bonvillers
- Murville
- Piennes
- Preutin-Higny
- Saint-Supplet
- Sancy
- Serrouville
- Trieux
- Tucquegnieux
- Xivry-Circourt